# Stand-up-Comedy
Unter Stand-up-Comedy versteht man einen überwiegend gesprochenen Solovortrag eines Komikers als Kurzauftritt oder abendfüllendes Programm. In der Regel bestreitet der Comedian den Auftritt unter Verzicht auf weitere Hilfsmittel. Das Format entstand ab den 1930er Jahren in den USA und etablierte sich dort ab den 1950er Jahren als eigenständiges Unterhaltungsgenre. Später verbreitete es sich auch in anderen Ländern, im deutschsprachigen Raum hat sich erst seit den 1990er Jahren eine eigenständige Stand-up-Kultur entwickelt.

## Allgemeines
Stand-up-Comedy besteht meist aus einstudierten Nummern, die oft über Jahre gleich oder ähnlich vorgetragen werden, aber auch spontane, unvorbereitete Elemente sind in den Darbietungen zu finden.
Schauspielerische sowie theatralische Elemente sind ebenfalls in der Stand-up-Comedy zu finden. Die Bandbreite reicht von komischen Alltagssituationen über pointierte Darstellung von Personen, Geschichten, öffentlichen Ereignissen bis hin zu kompletten, abendfüllenden Inszenierungen.

## Geschichte
Stand-up-Comedy entstand ab den 1920er Jahren in den USA aus Vorläufern wie den Komikern des Vaudeville- und des Burlesque-Theaters. Dem Kontext entsprechend war der Humor dort einfach, grob und vulgär, geprägt von oft obszönem, gewalttätigem und rassistischem Humor wie z. B. dem Blackfacing. Zahlreiche später bekannte Filmkomiker wie Buster Keaton, Bob Hope, The Three Stooges, Eddie Cantor und die Marx Brothers entstammten diesem Milieu. Anfang der 1930er Jahre verschwanden die Theater und während neu aufkommende Medien wie Radio und Film Komiker wie Eddie Cantor, Amos 'n' Andy, Abbott und Costello oder Joe Penner zu landesweiten Stars machten, fanden andere in den während der Prohibition entstandenen Nachtclubs ihr Auskommen. Hier wurde der Begriff „stand-up“ geprägt, hergeleitet von „stand-up fighter“, einem Ausdruck für Boxer, die zuverlässig ihre Kämpfe durch schnelles Schlagen gewannen. Analog beschrieb „stand-up comedian“ die Situation der Comedians, die allein einem herausfordernden Publikum in den von Gangsterbanden betriebenen Clubs gegenüberstanden und es zuverlässig durch schnellen Sprachwitz für sich einnehmen mussten.
Mit der Legalisierung der Nachtclubs durch das Ende der Prohibition entstand Stand-up-Comedy als eigenes komödiantisches Genre. Zwar gelang Stand-up-Comedians immer wieder auch der Sprung in große Medien wie Radio, Film oder später auch Fernsehen, dort mussten sie aber stets anders arbeiten. Erst in den 1950er Jahren boten ihnen die neuartigen Late-Night-Shows die Möglichkeit, Auszügen aus ihren stand-up-Programmen im Fernsehen zu präsentieren und so das Genre zu etablieren.
Während die Komiker des Vaudeville und Burlesque sich aus einem großen Reservoir von Witzen und Sketchen im Allgemeingut bedienten und dem nur selten eigenes hinzufügten, stellten landesweit bekannte Komiker ab den 1930ern zunehmend Autoren ein, die ihnen „neue“ Witze auf den Leib schrieben und ein klares Profil gaben. So entstand der Berufsstand der writers. Für Stand-up-Comedians war es nach wie vor üblich, auf sogenannte Joke books zurückzugreifen und Witze von anderen Comedians zu „übernehmen“. In den 1950er Jahren änderte sich dies, als Comedians wie Lenny Bruce, Mort Sahl oder Jonathan Winters ihre Texte nicht nur selbst schrieben, sondern dies auch auf sehr persönliche Weise taten, die ihre Texte „unstehlbar“ machten. Während Sahl vor allem Politik und Gesellschaft zum Thema seiner Auftritte machte und Winters die klassische Form des Stand-up durch Improvisation aufbrach, erweiterte Bruce die Möglichkeiten der Stand-up-Comedy, indem er den Slang der Beatnik-Generation ebenso wie vulgäre Alltagssprache verwendete und vorher tabuisierte Themen wie Politik, Religion, Sex, Rassismus oder Drogen auf persönliche und individuelle Weise behandelte. Wenngleich Sahl, Bruce und Winters nie auf breiter Ebene erfolgreich wurden, beeinflussten sie nicht nur nachfolgende Comedians wie Richard Pryor, Woody Allen, Robin Williams und George Carlin, sondern veränderten Stand-up als Ganzes hin zu einer eigenen Kunstform.
Auch afroamerikanische Stand-up-Comedians waren an diesem Aufbruch beteiligt. Zwar hatte es auch zuvor stets schwarze Stand-up-Comedians gegeben (insbesondere im Chitlin’ Circuit), kaum jemand brachte es jedoch zu größerem Ruhm. Dick Gregory trat nicht nur 1961 als erster schwarzer Stand-up-Comedian vor einem weißen Publikum auf, sondern tat dies mit einem furiosen Programm, dass den Rassismus Amerikas geißelte und ihn schlagartig landesweit zum Star machte. Gregory nutzte seinen Einfluss zur Unterstützung der Bürgerrechtsbewegung und trat als politischer Redner auf, seine Tätigkeit als Stand-up-Comedian stellte er hintan. Gregory öffnete mit seiner Arbeit die Türen für andere schwarze Comedians wie Redd Foxx, Bill Cosby und insbesondere Richard Pryor.
Mitte der 1960er Jahre war Bruce tot, Gregory hatte sich der Politik zugewandt, Winters sich zurückgezogen und Sahl sein Publikum verloren. Richard Pryor und George Carlin entwickelten sich zu ihren bedeutendsten Nachfolgern. Beide waren ursprünglich stark von Bruce beeinflusst, während Pryor jedoch später stärker an Redd Foxx und Dick Gregory, an ihre offene Sprache und Rasse als Thema anknüpfte, vertrat Carlin ein politisiertes Stand-up.

## Stand-up im deutschsprachigen Raum
Wie in vielen Ländern hat sich im deutschsprachigen Raum seit den 1990er Jahren ebenfalls eine Stand-up-Kultur entwickelt. Dabei sind die Grenzen zwischen Stand-up-Comedy und Kabarett fließend.
Neben Fernsehformaten wie dem Quatsch Comedy Club, NightWash und Fun(k)haus werden komplette Solo-Stand-up-Shows mit zum Teil großem kommerziellem Erfolg für die Bühne produziert und gesendet (zum Beispiel Mario Barth, Michael Mittermeier, Atze Schröder). In vielen Städten im deutschsprachigen Raum gibt es mittlerweile Stand-up-Clubs: offene Bühnen (Open Mic), bei der sich auch Laien ausprobieren können, und sogenannte Mixedshows (für fortgeschrittene oder etablierte Künstler), bei der mehrere Akteure an einem Abend auftreten und Ausschnitte aus ihren Programmen präsentieren oder neue Nummern ausprobieren.